# مورتال کامبت ۲ (فیلم)
مورتال کامبت ۲ (به انگلیسی: Mortal Kombat 2) یک فیلم فانتزی و رزمی آمریکایی در حال ساخت به کارگردانی سایمون مک‌کوید، و نویسندگی جرمی اسلیتر است که بر اساس مجموعه بازی‌های ویدئویی مورتال کامبت اثر اد بون و جان توبایاس ساخته شده است. در این فیلم لوئیس تان، جسیکا مک‌نامی، تادانابو آسانو، مکاد بروکس، لودی لین، چین هان، جو تسلیم، و هیرویوکی سانادا ایفای نقش می‌کنند و بازیگران جدید شامل کارل اربن، تاتی گابریل، ادلین رودولف، مارتین فورد و دیمون هریمن هستند. این فیلم دنباله‌ای بر مورتال کامبت (فیلم ۲۰۲۱) و چهارمین قسمت از سری فیلم‌های مورتال کامبت محسوب می‌شود.
پس از اکران مورتال کامبت در آوریل ۲۰۲۱، تهیه‌کننده تاد گارنر و کارگردان سیمون مک کووید گفتگوهایی را دربارهٔ آینده این فرنچایز آغاز کردند، از جمله فیلم‌های مستقل با تمرکز بر جانی کیج و ساب زیرو و دنباله‌ای برای فیلم ۲۰۲۱. برخی از بازیگران و عوامل فیلم برای بازگشت به یک دنباله ابراز علاقه کردند و در سال ۲۰۲۱، رسانه‌های خبری گزارش دادند که استودیو در حال برنامه‌ریزی برای ساخت قسمت‌های دیگر در فرانچایز مورتال کامبت است. تا سال ۲۰۲۲، برادران وارنر دنباله را تأیید کردند و اسلیتر قرار بود فیلمنامه را بنویسد و مک کووید برای کارگردانی پروژه بازگشت. فیلمبرداری در ژوئن ۲۰۲۳ در استرالیا آغاز شد.
مورتال کامبت ۲ قرار است توسط برادران وارنر پیکچرز در ۲۴ اکتبر، ۲۰۲۵ به نمایش در آید.

## بازیگران
- لوئیس تان در نقش کول یانگ
- جسیکا مک‌نامی در نقش سونیا بلید
- جاش لاوسون در نقش کینو
- مکاد بروکس در نقش جکسون «جَکس» بریگس
- تادانابو آسانو در نقش لرد رِی‌دن
- لودی لین در نقش لیو کانگ
- چین هان در نقش شنگ سونگ
- جو تسلیم در نقش بی هان / ساب-زیرو
- هیرویوکی سانادا در نقش هانزو هاساشی / اسکورپیون
- کارل اربن در نقش جانی کیج
- تاتی گابریل در نقش جید
- ادلین رودولف در نقش کیتانا
- مارتین فورد در نقش شائو کان
- دیمون هریمن در نقش کوان چی
- مکس هوانگ در نقش کونگ لائو

## تولید
فیلمبرداری در ۲۲ ژوئن ۲۰۲۳ در گلد کوست، کوئینزلند، با استیون اف. ویندن به عنوان فیلمبردار آغاز شد، و انتظار می‌رود در سپتامبر ۲۰۲۳ به پایان برسد. و در سال ۲۰۲۵ منتشر می‌شود.

### توقف فیلمبرداری
با توجه به این موضوع که فیلمبرداری مورتال کمبت ۲ قرار بود تا در کشور استرالیا انجام شود؛ هواداران این اثر گمان می‌کردند که آن‌ها از گزند اعتصابات جاری هالیوود در امان خواهند بود؛ اما مطالبات انباشته شدهٔ نویسندگان و بازیگران در تمام جهان تولید آثار سینمایی را با وقفه جدی روبرو کرده است. کلیر پالین، یکی از مقامات انجمن نویسندگان استرالیا در این باره گفته است: پیوستن بازیگران به اعتصاب نویسندگان وضعیت را برای تمام صنعت بسیار بغرنج کرده است؛ اما واقعیت این است که این وضعیت کاملاً قابل اجتناب بود. تمام این اعتصابات نشان می‌دهد که رفتار تهیه‌کنندگان با نیروی محرکهٔ تولید خلاقیت در آثار سینمایی، یعنی بازیگران و نویسندگان اصلاً مناسب نیست. «در حال حاضر آن‌ها از اعتصابات نسبت به میزان افزایش دستمزد درخواستی اهالی سینما، ضرر مالی بیش‌تری متحمل می‌شوند. الان وقت بها دادن به خلاقیت است. با شروط عادلانهٔ کار موافقت کنید تا همه‌چیز به روند عادی بازگردد.»
این فیلم ادامه دهندهٔ داستان کول یانگ با بازی لوییس تن در مسابقات مرگبار خواهد بود. فیلمنامهٔ این اثر نوشته خالق سریال شوالیهٔ ماه، یعنی جرمی اسلیتر می‌باشد. فیلمبرداری از ژوئیهٔ سال جاری آغاز شده بود و تنها پس از مدت کوتاهی به دلیل اعتصابات اهالی سینما رون تولید توقف یافت. انتظار می‌رود تولید این اثر از سال ۲۰۲۴ از سر گرفته شود.